# 18 (álbum)
18 é o sexto álbum de estúdio de Moby, lançado em 30 de Abril de 2002.
A canção de maior sucesso do álbum foi "We Are All Made of Stars", alcançando a posicão de número # 11 na UK Singles Chart de Reino Unido e também alcançou a # 4 posição no Billboard 200. Ganharam 18 discos de ouro e platina em mais de 30 países, e vendeu mais de 4 milhões de cópias no mundo todo, que era um número respeitável para um álbum de música eletrônica, mesmo quando seu valor de venda nem sequer atinge a metade da quantidade vendida no álbum antecessor, Play.
| Críticas profissionais                                                      | Críticas profissionais |
| Avaliações da crítica                                                       | Avaliações da crítica  |
| Fonte                                                                       | Avaliação              |
| --------------------------------------------------------------------------- | ---------------------- |
| allmusic                                                                    | [ 1 ]                  |
| Pitchfork Media                                                             | (2.6/10)               |
| Esta tabela precisa de ser acompanhada por texto em prosa. Consulte o guia. |                        |

## Faixas
1. "We Are All Made of Stars" - 4:33
2. "In this World" - 4:02
3. "In My Heart" - 4:36
4. "Great Escape" - 2:08
5. "Signs of Love" - 4:26
6. "One of These Mornings" - 3:12
7. "Another Woman" - 3:56
8. "Fireworks" - 2:13
9. "Extreme Ways" - 3:57
10. "Jam For the Ladies" - 3:21
11. "Sunday (The Day Before My Birthday)" - 5:09
12. "18" - 4:28
13. "Sleep Alone" - 4:45
14. "At Least We Tried" - 4:08
15. "Habour" - 6:27
16. "Look Back In" - 2:20
17. "The Rafters" - 3:22
18. "I'm Not Worried at All" - 4:13